# Symfonie nr. 10 (Mjaskovski)
De Russische componist Nikolaj Mjaskovski schreef zijn Symfonie nr. 10 in f-mineur in 1927. Mjaskovski was in 1926 voor het eerst naar het buitenland geweest (Warschau en Wenen (althans als volwassene, want hij was nabij Warschau geboren), maar moest vanwege heimwee terug. Die heimwee dreef hem kennelijk naar historische en literaire bronnen. Deze tiende symfonie werd grotendeels tegelijk met de negende gecomponeerd. Vandaar dat zij samen met de achtste tot zijn "historische" symfonieën worden gerekend.
De tiende symfonie kreeg van de componist geen enkele indicatie mee, waarover deze zou gaan. Analitici en critici, op zoek naar een "programma", kwamen vervolgens met de wildste ideeën, waarvan slechts enkele juiste. Ook de Amerikaanse première bracht geen licht in de zaak. Uiteindelijk onthulde Mjaskovski aan Prokofjev waarover deze symfonie, zijn kortste, ging: een overstroming van de Neva in Sint-Petersburg, waarover Poesjkin het verhaal De Bronzen Ruiter (1833) had geschreven.
De symfonie bestaat uit slechts één deel. De Russische première werd gegeven door Persimfans, het orkest zonder dirigent dat op puur communistische wijze geschoeid was. Dat heeft dit werk parten gespeeld, want zij kregen deze voor Mjaskovski vrij moderne muziek (met semitonen) niet op de juiste manier in de vingers.

## Discografie
- Slowaaks Filharmonisch Orkest o.l.v. Michael Hálász (Marco Polo 8.223113)
- Academisch Symfonieorkest van de Russische Federatie o.l.v. Jevgeni Svetlanov (Russian Disc RDCD 00653 / Olympia OCD 738 / Warner 2564 69689-8)
- Radio Symphonieorchester Wien o.l.v. Gottfried Rabl (Orfeo C 496991A)
- Filharmonisch Orkest van de Oeral o.l.v. Dmitri Liss (Warner 63431-2).

Symfonie nr. 1 · 2 · 3 · 4 · 5 · 6 · 7 · 8 · 9 · 10 · 11 · 12 · 13 · 14 · 15 · 16 · 17 · 18 · 19 · 20 · 21 · 22 · 23 · 24 · 25 · 26 · 27